# Station Przerzeczyn Zdrój
Station Przerzeczyn Zdrój is een spoorwegstation in de Poolse plaats Przerzeczyn-Zdrój.